# 2009年飓风艾达
飓风艾达（英語：Hurricane Ida）是2009年大西洋飓风季最后一场获得命名的风暴，也是该季登陆强度最高的热带气旋，以风力时速130公里强度经过尼加拉瓜沿海地区。风暴残留之后又发展成强劲的东北风暴，在美国中大西洋沿海地区构成大范围破坏。系统于11月4日在西南加勒比海成形，并在24小时内以风速每小时130公里强度袭击尼加拉瓜海岸。飓风在陆地上空大幅减弱，但进入尤卡坦海峡后又重新强化，达到风力时速165公里的最高强度。艾达在墨西哥湾北部减弱并转变成温带气旋，然后在美国东南部上空逐渐扩散。风暴残留之后还成东北风暴，对美国东部构成显著影响。
飓风存在期间，气象结构发布多份热带气旋观察预警或警告。巴拿马到缅因州之间地区要么受到艾达的直接影响，要么遭之后形成的东北风暴袭击。尼加拉瓜沿海地区有近3000人赶在气旋来袭前撤离。墨西哥的人员疏散规模更大，有超过10万居民和游客转移。出于对飓风造成重大破坏的担忧，美国路易斯安那州、阿拉巴马州和佛罗里达州有多个县进入紧急状态。有关部门发布自愿撤离令，大部分学校都被关闭，非关键政府部门岗位工作暂停。
艾达在中美洲哥斯达黎加、尼加拉瓜和洪都拉斯降下暴雨。新闻报导一度称尼加拉瓜有多人失踪，但风暴过后的报导又称无人失踪。该国有数以千计的建筑物受损或倒塌，约4万人因此无家可归。这场飓风一共对尼加拉瓜造成至少4600万尼加拉瓜科多巴（相当于同年的212万美元）的损失。墨西哥和古巴也降下暴雨，但两国此外基本没有受到影响。气旋残留对美国构成重创，并以中大西洋地区灾情严重。飓风引起的恶劣海况致使一人溺毙，之后促成的东北风暴又引发多种事故，夺走六条人命。受大范围暴雨影响，密西西比州到缅因州之间部分地区爆发山洪。综合计算，飓风艾达及之后的东北风暴一共在美国造成价值近3亿美元的损失。

## 气象历史
飓风艾达源自2009年11月1日抵达西加勒比海的弱东风波，系统于次日在巴拿马以北海域催生出低气压区，这片低气压区在接下来几天里几乎没有移动。系统逐渐组织，外界环境也有利于深层对流发展。11月4日，低气压区已充分组织，美国国家飓风中心因此将位于圣安德烈斯岛西南方向近海的天气系统归类为本季第十一号热带低气压。气旋的对流带状特征这天逐渐改善，仅成为热带低气压6小时后就增强成热带风暴并获名“艾达”（Ida）。
系统缓慢逼近尼加拉瓜海岸，在此期间因风切变较少而快速增强。11月4日晚，微波卫星图像显示气旋内有眼状特征形成。受加勒比海中北部上空的弱高压脊和墨西哥湾西南部上空的弱低压槽影响，艾达朝西北偏西方向缓慢前进。11月5日清晨，风暴在从马伊斯群岛附近经过期间达到萨菲尔-辛普森飓风等级下的一级飓风标准。协调世界时11点17分左右，艾达的中心以风速每小时130公里强度从尼加拉瓜格兰德河（Rio Grande）附近登陆。进入内陆上空后，飓风的对流在尼加拉瓜高山地形的影响下逐渐消退，气旋随即减弱。登陆约18小时后，艾达降级成热带低气压，并在洪都拉斯上空转向北上。
11月6日晚，飓风进入西北加勒比海上空。风暴返回海面后开始快速发展，对流围绕环流中心不断增长。11月7日清晨，艾达的强度回升到热带风暴标准，其前进方向为正西略偏北侧。气旋前方洋面温度很高，本可令系统大幅强化，但由于这片海域的风切变快速增多，艾达的增强幅度有限。当晚，受墨西哥上空强劲高压脊和美国东南部延伸到伊斯帕尼奥拉岛上空中层高压脊的共同影响，风暴转向西北。气旋在逼近尤卡坦海峡期间再度发展出风眼，并且很快就达到飓风标准。到了11月8日早上，风暴的持续风速已提升到每小时155公里，达到二级飓风强度。

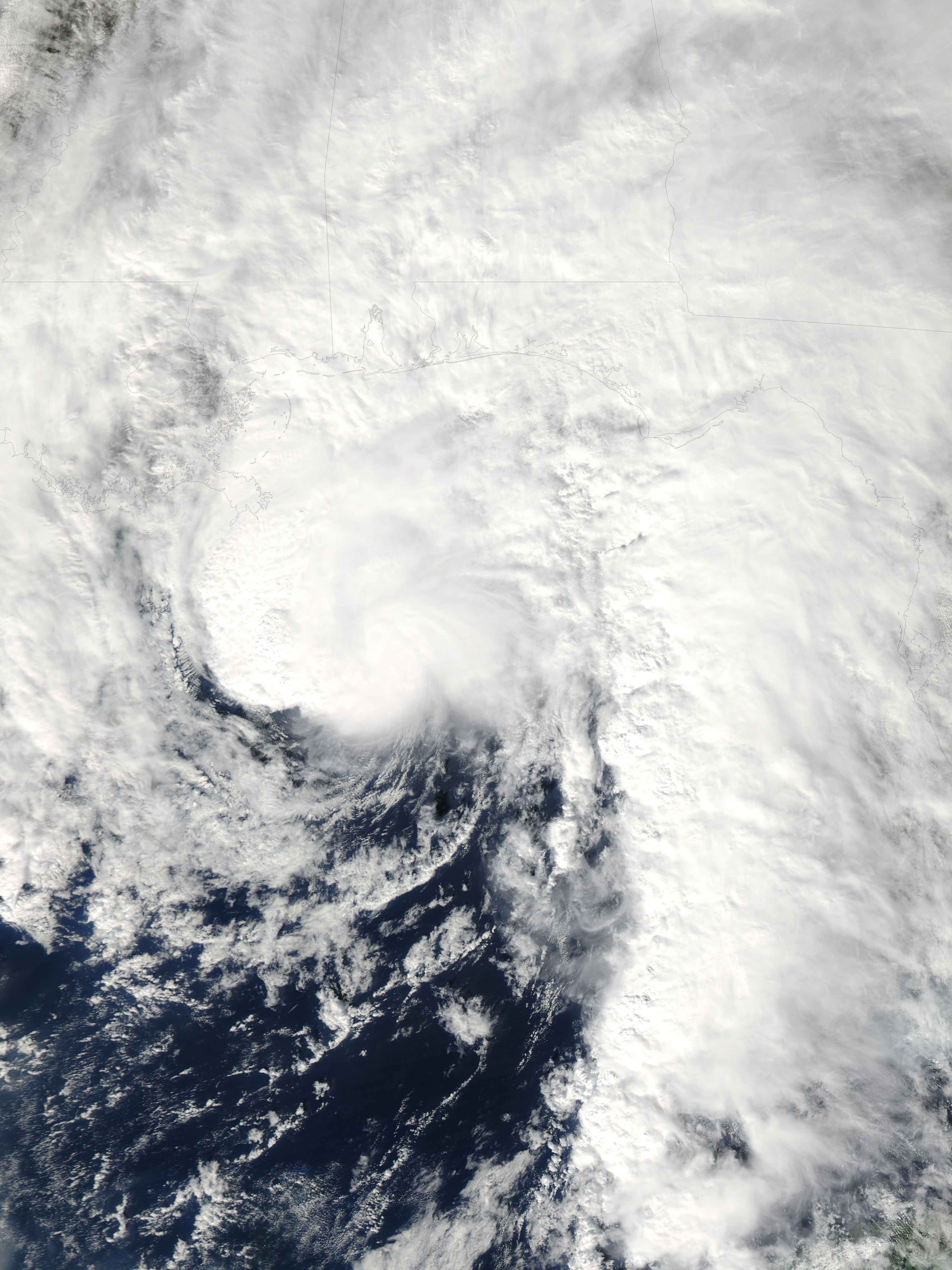
11月9日，飓风艾达在美国墨西哥湾近海达到最高强度后不久的卫星图像。

11月8日晚，艾达达到风力时速160公里，最低气压975毫巴（百帕，28.79英寸汞柱）的最高强度，但不久后就因风切变增多且移动速度加快而急剧减弱成热带风暴。到了11月9日早上，中心附近已经只剩小范围对流区。虽受强烈风切变的不利影响，气旋还是很快就重新组织，于当天下午第三度达到飓风标准。根据附近石油平台及侦察机所测数据，气象部门估计艾达在路易斯安那州东南近海达到第二波强度高峰，风速每小时140公里。但由于风切变增多，海面温度下降，这次增强过程的持续时间很短，飓风不到三小时后就再度降级成热带风暴。
11月10日早上，艾达的对流已基本局限在东北象限，风暴移动速度大幅放缓，并且已经开始在美国墨西哥湾沿岸地区近海朝温带气旋转变。风暴在从阿拉巴马州多芬岛附近登陆前不久完全转变成温带气旋。此后不久，艾达穿越莫比尔湾（Mobile Bay），最大持续风速降至低于烈风标准。缓慢向东移动数小时后，气旋的下层环流在佛罗里达州西北狭长地带上空消散。不过，风暴残留的能量促使北卡罗莱纳州近海形成另一股低气压，这股低气压迅速强化，发展成强劲的东北风暴，对中大西洋地区构成重大破坏。11月12日，新系统的最低气压已降至992毫巴（百帕，29.29英寸汞柱），风速提升到每小时100公里。次日，温带低气压有所减弱，在北卡罗莱纳州海岸沿线停留一段时间后再朝海上进发。气旋残留一直持续到11月17日，此时已行进至加拿大大西洋省份上空。

## 防灾措施

### 中美洲
11月4日气旋成为热带风暴艾达后不久，尼加拉瓜政府向该国所有沿海地区发布热带风暴警告，哥伦比亚政府也向圣安德列斯和普罗维登西亚附近岛屿发布警报。当晚，布卢菲尔兹到尼加拉瓜和洪都拉斯边境之间地区收到飓风观察预警。风暴逼近陆地后，圣安德列斯和普罗维登西亚的热带风暴警告中止。数小时后，热带风暴警告和飓风观察预警的生效范围调整到尼加拉瓜到洪都拉斯边境以南至卡贝萨斯港地区，卡贝萨斯港向南到布卢菲尔兹之间地区则接获飓风警告。气旋登陆尼加拉瓜后，所有飓风观察预警或警告调整为热带风暴警告。此后不久，洪都拉斯利蒙到该国同尼加拉瓜边境间的沿海地区收到热带风暴观察预警。11月6日艾达降级成热带低气压后，所有观察预警或警告均予中止。
尼加拉瓜有关部门安排约3000人从容易发生山洪或山体滑坡的地区撤离，其中大马伊斯岛和小马伊斯岛就有1100人因住房质量太差，无法抵卸飓风强度狂风袭击而疏散，预计艾达会在该国产生超过510毫米降水。布卢菲尔兹也有约1100人撤离到避难所。当局开始储备包括食品、毛毯和饮用水在内的多种物资，足以在风暴过后应付两万人的需要。艾达形成之际，哥斯达黎加政府部门向该国最北部发布黄色警报，该国红十字会人员也进入待命状态。11月5日，萨尔瓦多有关部门将灾害警报调至最低的绿色级别。气旋逼近尼加拉瓜海岸之际，洪都拉斯政府部门向居民发出警报，称风暴有可能带来暴雨，该国灾害警报也上调至黄色级别。

### 加勒比地区北部
| 地点                           | 最高降雨量（mm） |        |
| 尼加拉瓜卡贝萨斯港             | 231              | [ 2 ]  |
| 洪都拉斯伦皮拉港               | 180              | [ 2 ]  |
| 古巴瓜内                       | 320              | [ 2 ]  |
| 佛罗里达州彭萨科拉             | 137              | [ 19 ] |
| 路易斯安那州普拉克明堂区威尼斯 | 29.4             | [ 20 ] |
| 阿拉巴马州欧佩莱卡             | 250              | [ 20 ] |
| 密西西比州韦恩县韦恩斯伯勒     | 105              | [ 20 ] |
| 乔治亚州迪卡尔布县利松尼亚     | 186              | [ 21 ] |
| 田纳西州塞维尔县大烟山国家公园 | 104              | [ 21 ] |
| 南卡罗莱纳州洛里斯             | 175              | [ 21 ] |
| 北卡罗莱纳州戴尔县曼蒂奥       | 356              | [ 21 ] |
| 弗吉尼亚州汉普顿               | 457              | [ 22 ] |
| 西弗吉尼亚州白硫磺泉镇         | 67.8             | [ 22 ] |
| 华盛顿哥伦比亚特区             | 50.2             | [ 22 ] |
| 马里兰州阿萨蒂格岛             | 187              | [ 22 ] |
| 特拉华州格林伍德               | 117              | [ 22 ] |
| 新泽西州大西洋城               | 136              | [ 22 ] |
| 宾夕法尼亚州霍特伍德大坝       | 16.2             | [ 22 ] |
| 纽约州库洛维                   | 78.9             | [ 22 ] |
| 缅因州约克县韦尔斯             | 160              | [ 23 ] |

11月7日，热带低气压艾达重返加勒比海并再度增强成热带风暴，促使美国国家飓风中心向墨西哥尤卡坦州圣费利佩（San Felipe）到蓬塔艾伦（Punta Allen）之间地区和古巴比那尔德里奥省发布热带风暴观察预警。数小时后，上述观察预警升级成热带风暴警告，同时大开曼和青年岛也接获热带风暴警告，墨西哥图卢姆到卡多切角之间地区进入飓风观察预警生效状态。11月8日清晨，墨西哥境内的蓬塔艾伦到普拉亚德尔卡曼之间收到热带风暴警告，图卢姆到普拉亚德尔卡曼则接到飓风观察预警，普拉亚德尔卡曼到卡多切角间地区还进入飓风警告生效状态。当天晚上，艾达逐渐远离大开曼，该岛的热带风暴警告取消。11月9日初，风暴已进入墨西哥湾朝美国进发，古巴和墨西哥的所有热带气旋观察预警和警告因此全部中止。
11月9日飓风逼近尤卡坦半岛之际，墨西哥政府宣布进入黄色警戒状态，表示风暴对该国的威胁程度为中等。金塔纳罗奥州沿海区域约有3万6000名游客和1500位居民撤离。墨西哥陆军进入待命，准备在风暴过后立即协助救灾工作。当晚，由于气旋很可能在当地产生飓风强度狂风并伴随暴雨，墨西哥的预警级别上调至红色警戒。该国共计开设有95个避难所，容留前来躲避的居民和游客。

### 美国

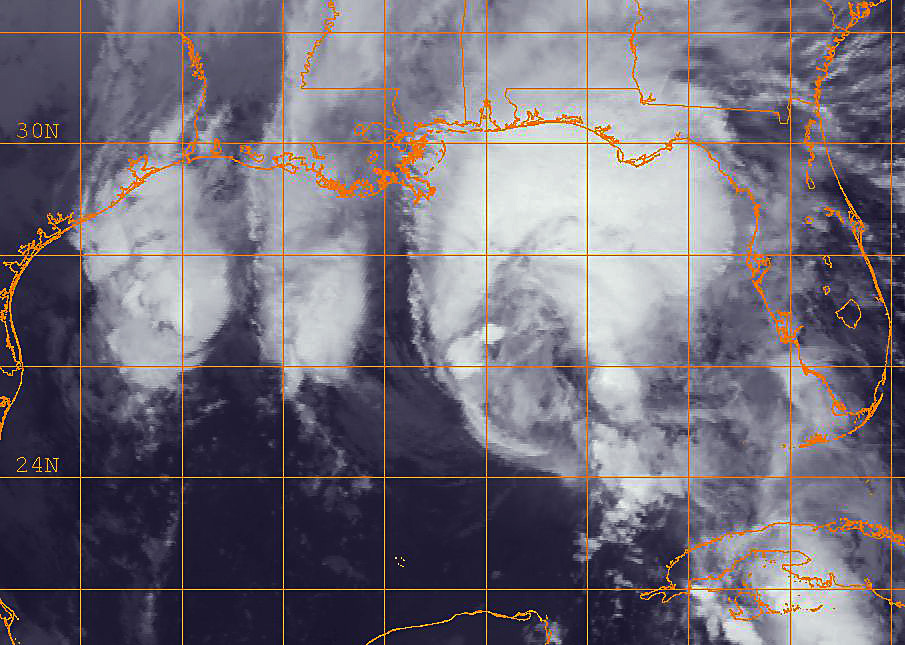
热带风暴艾达逐渐逼近美国墨西哥湾沿岸地区并转变成温带气旋的红外卫星图像

11月8日艾达进入尤卡坦海峡上空后，美国国家飓风中心向路易斯安那州格兰德艾尔到佛罗里达州墨西哥海滩之后地区发布飓风观察预警。随着风暴逐渐逼近，格兰德艾尔到密西西比州帕斯卡古拉之间区域，以及佛罗里达州湾县印第安水道（Indian Pass）至奥西拉河（Aucilla River）河口间地区也收到热带风暴警告。飓风观察预警的生效范围经过调整缩小到格兰德艾尔到帕斯卡古拉间区域，帕斯卡古拉到印第安水道间则收到飓风警告。11月9日下午，所有飓风观察预警的警告均予中止，热带风暴警告的生效范围则变更为格兰德艾尔到奥西拉河河口间地区。11月10日艾达转变成温带气旋后，美国国家飓风中心停止发布相应观察预警和警告。
面对大型涌浪的威胁，德克萨斯州近海多个石油钻井平台的工作人员撤离，以防万一。雪佛龙和阿纳达科石油公司的工人从近海石油平台疏散，但康菲公司和艾克森美孚的工作人员仍然留在现场。11月9日，路易斯安那海上油港因飓风经过被迫关闭。受石油产量下滑影响，原油价格上涨到每桶78美元，涨幅超过1美元。受损的钻井平台包括正在马孔多油井钻探的“越洋马里亚纳号”（Transocean Marianas）钻井台，之后被“深水地平线号”（Deepwater Horizon）取代，但新平台在2010年发生重大漏油事故。
11月8日，随着风暴逼近美国墨西哥湾沿岸地区，路易斯安那州拉福什堂区进入紧急状态。虽然有关部门并没发布疏散令，但堂区内所有的学校和政府办事处都关闭至11月10日。普拉克明堂区沿海区域居民收到自愿撤离令。风暴期间，该县的百丽沙塞礼堂改建成避难所，供人们前来躲避。格兰德艾尔市长大卫·卡玛德尔（David Carmadelle）向岛上居住在露营车或拖车中的居民发布自愿撤离令。虽然飓风卡特里娜和飓风丽塔已经过去四年，但路易斯安那州仍有近1400户家庭住在联邦紧急事务管理署提供的临时住房里，政府官员强烈建议他们留在家里，不要出门。

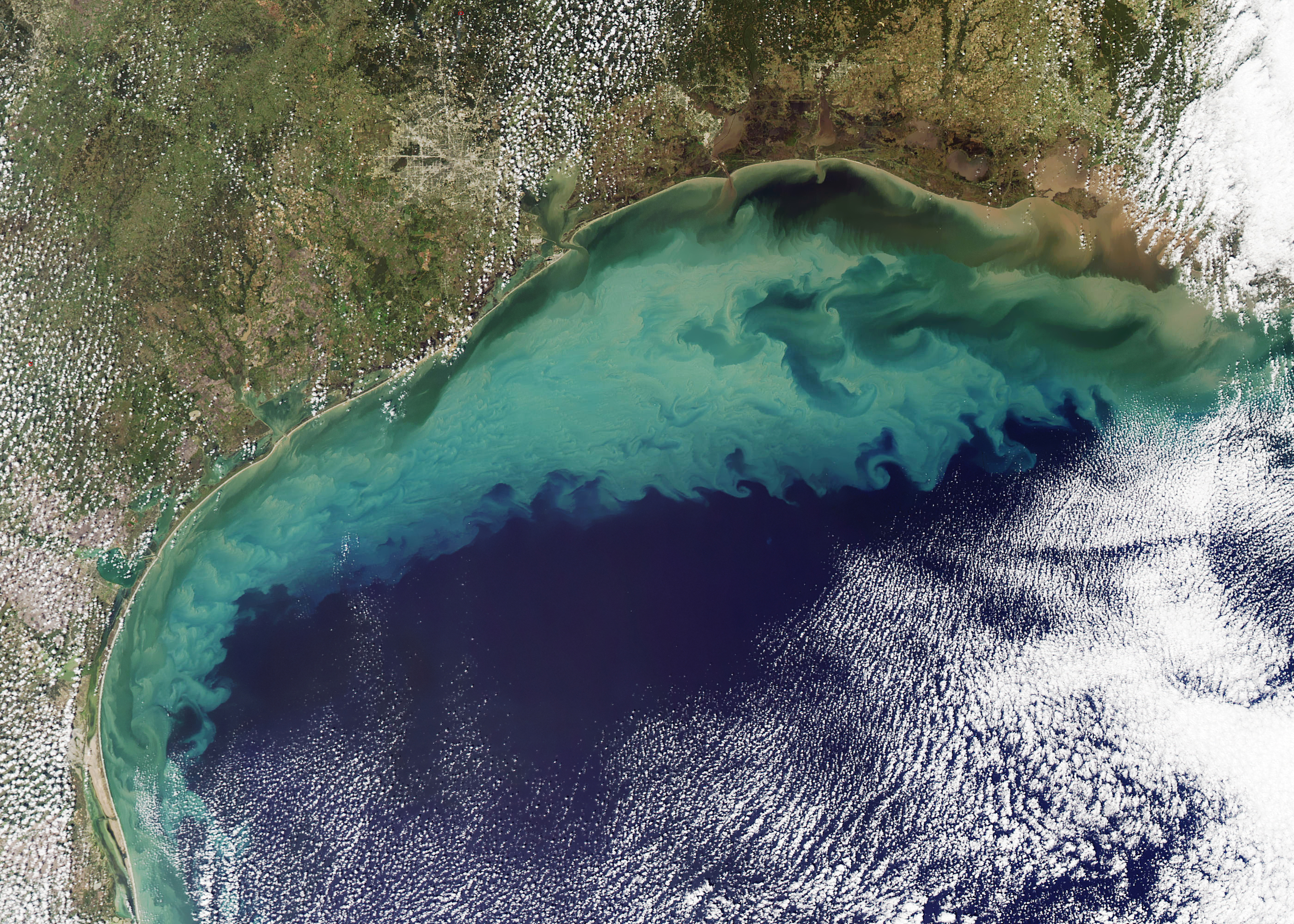
飓风艾达过后墨西哥湾西北部的泥沙沉积。

艾达即将登陆之际，阿拉巴马州鲍德温县于11月9日进入紧急状态。住在移动房屋中的居民收到自愿撤离令。面对气旋威胁，所有政府办事处都关闭到11月10日。鲍德温县体育场改装成避难所，以便在风暴期间容留前来躲避的人们。密西西比州官员建议居民保持警惕并探讨可行疏散方案。有关部门还敦促佛罗里达州艾斯康比亚县彭萨科拉海滩附近及波地多岛（Perdido Key）居民撤离。11月8日，艾斯康比亚县的应急官员宣布该县进入紧急状态。次日，沃尔顿县同样赶在飓风来袭前进入紧急状态。有关部门向生活在低洼地区的居民发布自愿疏散令，非必要政府部门办事处关闭至11月10日。自由港高中体育馆改装成避难所，以便居民前来躲避。

## 影响和善后

### 尼加拉瓜
| 降雨量 | 降雨量 | 风暴                 | 地点            | 参     |
| 排名   | mm     | 风暴                 | 地点            | 参     |
| ------ | ------ | -------------------- | --------------- | ------ |
| 1      | 1597   | 1998年飓风米奇       | 皮卡乔/奇南德加 | [ 38 ] |
| 2      | 1447   | 1982年热带风暴阿莱塔 | 奇南德加        | [ 39 ] |
| 3      | 500    | 1988年飓风琼         |                 | [ 40 ] |
| 4      | 447    | 1993年飓风格特       | 奇南德加        | [ 39 ] |
| 5      | 368    | 1974年飓风菲菲       | 奇南德加        | [ 39 ] |
| 6      | 298    | 2008年热带风暴阿尔玛 | 桑迪诺角        | [ 41 ] |
| 7      | 272    | 1996年飓风塞萨尔     | 布卢菲尔兹      | [ 42 ] |
| 8      | 231    | 2009年飓风艾达       | 卡贝萨斯港      | [ 43 ] |
| 9      | 181    | 2007年飓风费利克斯   | 卡贝萨斯港      | [ 44 ] |
| 10     | 162    | 2005年飓风贝塔       | 卡贝萨斯港      | [ 45 ] |

同之前的卫星估算值相比，风暴在尼加拉瓜各地产生的雨量远远不及。气象机构起初担忧降雨量有可能超过380毫米，但大部分地区的实际降水不到130毫米，内陆地区雨量更小。卡贝萨斯港是该国雨量最多的所在，达到230毫米，偏内陆方向的区域则不到200毫米。该国以气旋登陆点附近的卡拉瓦拉（Karawala）和大马伊斯岛灾情最重，约有80%的建筑和超过2000公顷农作物毁于一旦。大马伊斯岛有40户民居、三所学校及一间教堂被毁，岛上供电及供水系统遭到重创。风暴期间，生活在沙湾（Sandy Bay）、卡拉瓦拉、库克拉希拉（Kukra Hilla）、明珠湖（Laguna de Perlas）、埃尔托尔图格罗以及格兰德河河口的约6000居民撤离到共计54间避难所。据官员称，该国蚊子海岸沿线有42人拒绝在艾达来袭前疏散，这些人如今下落不明。飓风过境次日，官员开始全面评估飓风破坏程度。估计该国各国共有约四万人流离失所，另有一人失踪。多个重灾区的市长报称除大量财物受损外，还有多人受伤或失踪。从已确认的情况来看，该国没有人员因这场风暴丧生。
据估算，艾达在尼加拉瓜导致的破坏总额至少有4600万尼加拉瓜科多巴（相当于同年的212万美元）。该国共有1334人因气旋受伤。尼加拉瓜政府对该国本土的灾情评估于11月12日结束，政府报告中称全国共有283套民宅被毁，另有1899套受损，该国还有1184个公厕被毁，444个受到破坏，同样被毁的还有476口井，另有1139口受损。

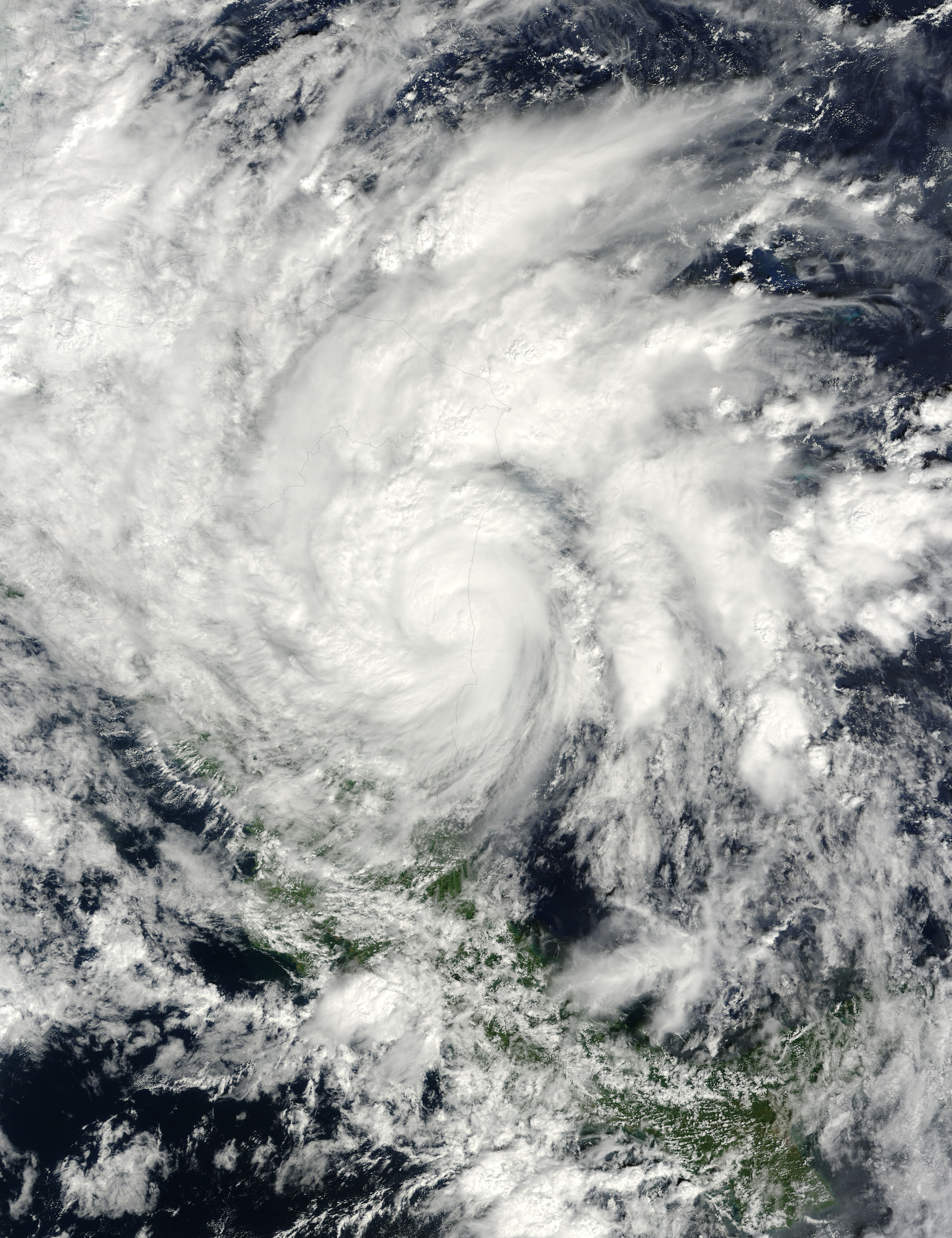
登陆尼加拉瓜后不久的飓风艾达

气旋上岸后不久，约700位民防人员被派往灾区，但由于道路受损、出行条件太差，他们必须想办设法才能赶赴偏远地区。飓风过后，尼加拉瓜陆军向救灾队伍提供四架直升机和两架安托诺夫An-2，用于执行损失评估和搜救任务。尼加拉瓜政府向灾区拨款约440万美元用于救灾。多个联合国下属机构向灾民提供救援物资，并向该国捐赠救灾款。联合国人口基金拨出4万9000美元款项，世界粮食计划署派出多个后勤工作组并出动多辆救援用车，联合国儿童基金会也向尼加拉瓜提供后勤援助。联合国人道事务协调厅拨出200万美元救灾款，瑞典政府捐出40万瑞典克朗（相当于同年的5万5946美元），用于购买卫生和保健用品。荷兰红十字会也捐出2万欧元（相当于同年的2万7226美元），用于购买非粮食物资。

### 中美洲其它地区
艾达的外围雨带在哥斯达黎加产生倾盆大雨，局部地区发生山体滑坡，其中一起致使三户民房受损，政府官员因此将五户家庭转移。位于河流附近的部分房屋被淹，下水道系统受损还导致溢流。巴拿马贝拉瓜斯省发生重大洪灾，有84户民房被水淹至屋顶，致使超过400人无家可归。有新闻报导中称飓风艾达在萨尔瓦多发生洪灾，夺走124条人命，但美国国家飓风中心很快认定这起洪灾是由太平洋生成的另一个热带低气压天气系统引发。降级成热带风暴后，艾达进入洪都拉斯上空，在大范围地区降下暴雨。该国以伦皮拉港所测雨量最高，有180毫米。降水致使洪都拉斯多条河流水位上涨，但都没有溢出。另据报导，该国北部也发生轻度洪灾，还有部分树木倒塌。

### 加勒比地区北部
气旋外围雨带在古巴西部大范围区域降下暴雨，降雨量最高的瓜内达320毫米，附近地区也有180至230毫米。风暴经过期间还产生狂风，局部地区的阵风时速高达140公里。降雨导致多条河流水位暴涨，部分河流泛滥成灾，将附近地区淹没。气旋的结构很不对称，以至距离更近的尤卡坦半岛降雨量远远不及。奥尔沃克斯岛发生严重洪灾，岛上约70%的面积被淹，但从新闻报导来看该岛只受到轻度破坏。包括坎昆在内多个沿海城市所出现的海蚀程度很轻，不过切图马尔有超过五万人在风暴期间疏散。艾达的外围雨带还对大开曼产生影响，该国普遍出现阵风和中等程度降水，海岸沿线的浪高估计为1.8米。

### 美国

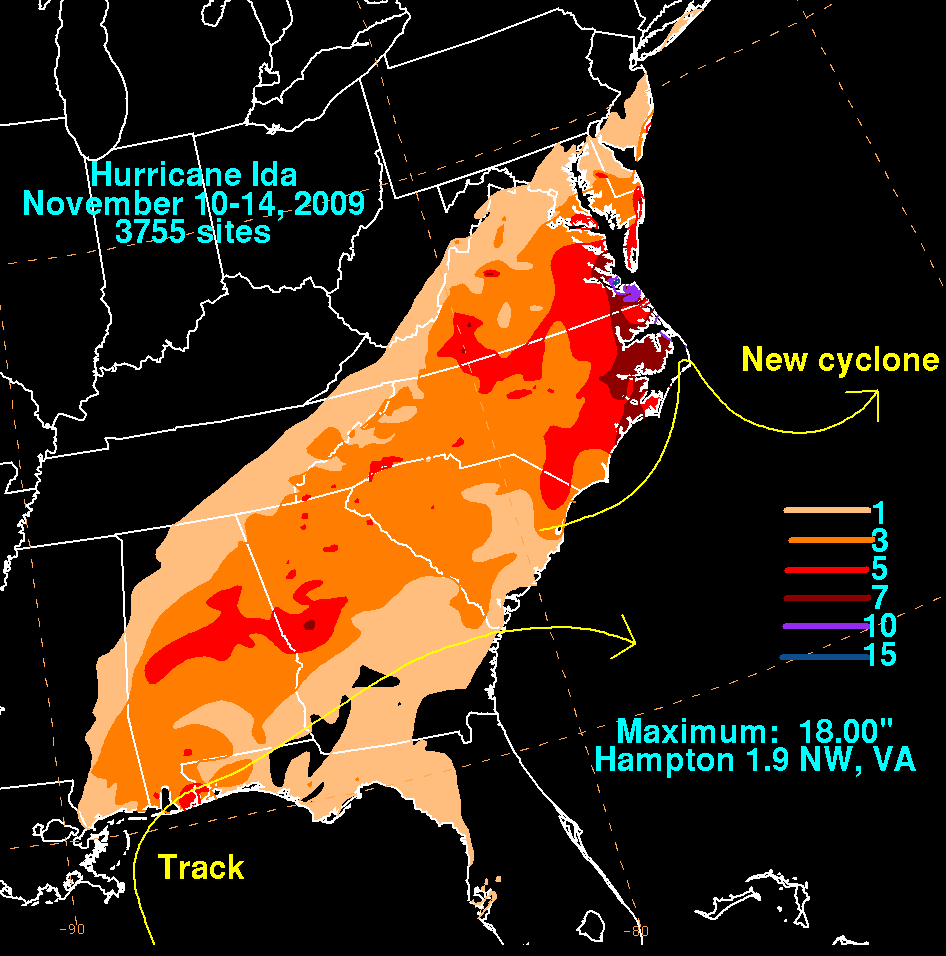
飓风艾达及之后的东北风暴在美国产生的降水分布

气旋吹袭美国前就因同美国东南部上空的高气压系统形成强烈气压梯度而令佛罗里达州南部地区普遍出现大风。该州部分地点的阵风时速有75公里，造成中等程度破坏。迈阿密-戴德县、布劳沃德县和棕榈滩县有约3000人失去供电。许多树木倒塌，其中还有部分被连根拔起。断裂的树枝还砸中一辆汽车。此外，该州墨西哥湾沿岸还有多个县出现中等程度海滩侵蚀。系统产生的降水在佛罗里达州持续有两天之久，该州西北狭长地带部分地区的降雨总量在76到127毫米之间，并以彭萨科拉最高，有137毫米。受沿海及内陆洪灾影响，多条道路被迫封闭，部分学校和民间办事处也在11月10日关闭。风暴期间，海岸沿线水位涨幅估计在0.91至1.52米之间。气旋过去后，沃库拉县宣布进入紧急状态。佛罗里达全州共因艾达遭受价值26万5000美元的破坏。
艾达在阿拉巴马州登陆，该州因暴雨引起大范围山洪爆发。气旋来袭期间，全州以欧佩莱卡降雨量最高，达250毫米。沿海各县有多条道路被高涨的洪水淹没后封闭。佛罗里达州中部也因暴雨引发中等程度洪灾。卡尔霍恩县的安尼斯敦有三个街区被76厘米深的洪水淹没。气旋除降下暴雨外还产生高达6.1米的狂浪，对沿海地区构成重创。拜尤拉巴特里测得1.34米高的风暴潮。格尔夫海岸附近的格尔夫州立公园码头曾于2004年被飓风伊万摧毁，重建后又遭艾达破坏。阿拉巴马州的损失总额约为900万美元，其中绝大部分属于海滩侵蚀或海滨度假村所受破坏引起。
艾达登陆阿拉巴马州前还从路易斯安那州东南部掠过，降下小到中雨的同时还令浪头升高。海上有一人在收到船只的求救信息后试图救援，但最终却不幸溺毙。恶劣的海况引发中到重度海滩侵蚀，导致约300米长的大堤决口，引发轻度洪灾，对三户民居构成威胁。风暴还令埃尔默岛和格兰德艾尔间形成30到61米宽的新水道。密西西比河河口附近测得的持续风速为每小时99公里，阵风时速则有119公里，为全州最高。该州的最高降雨量是在普拉克明堂区的威尼斯（Venice）测得，只有29毫米。德克萨斯州海岸沿线有部分道路因潮水高涨封闭，但这其中除艾达外，还存在其它天气系统的影响。

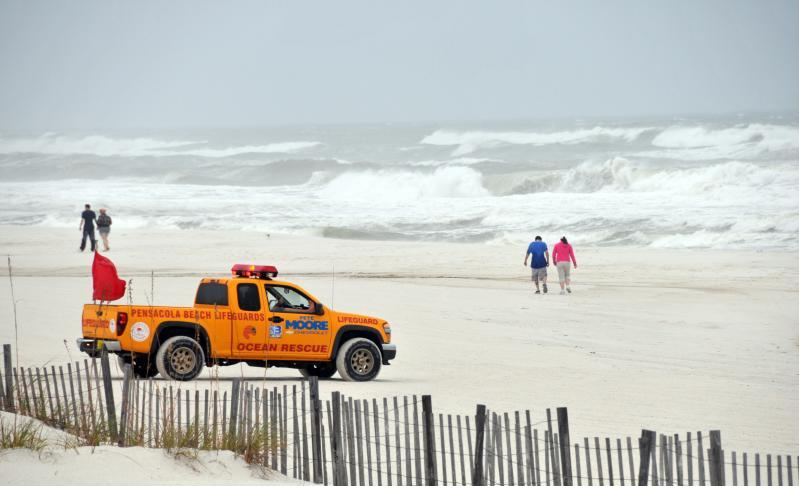
11月9日，彭萨科拉海滩波涛汹涌。

密西西比州、乔治亚州和田纳西州都受到艾达的轻微影响。密西西比州以韦恩县的韦恩斯伯勒（Waynesboro）雨量最高，有105毫米。该州同阿拉巴马州边界附近部分地区发生洪灾，还有部分树木被时速75公里的大风刮倒。密西西比州海岸沿线的风暴潮估计为0.91到1.07米。气旋在乔治亚州大部分地区降下暴雨，该州北部的降雨量在76到127毫米之间。迪卡尔布县的利松尼亚（Lithonia）是乔治亚州降水最多的所在，达186毫米。此外，东田纳西州部分地区也降下小雨，其中大烟山国家公园位于塞维尔县境内部分的降雨总量有104毫米。

### 东北风暴
艾达的残留之后促成东北风暴，对美国东岸沿海地区构成大范围破坏。北卡罗莱纳州有许多树木因土壤湿软和狂风的共同影响倒塌，罗京安县有一人因开车时被断裂的树枝砸中身亡。外滩群岛有四户民房被毁，另有500余幢受损，损失数额至少有580万美元。弗吉尼亚州多地降雨量超过180毫米，海浪也受到大浪冲击，造成大面积沿海地区受到破坏，该州还爆发洪灾。受洪灾影响，部分道路先后多次封闭。少数民宅被30厘米高的洪水淹没，并受到轻度破坏。部分地区的风暴潮足以同1985年的飓风格洛丽亚和2003年的飓风伊莎贝尔相提并论。估计弗吉尼亚州共因这场东北风暴遭受价值3880万美元的损失，其中单诺福克就占2500万美元。纽约皇后区的洛克威海滩（Rockaway Beach）因遭遇恶劣海况溺亡。该州海滩遭受的损失总额达820万美元。